# Jennifer Jayne
Jennifer Jayne Jones, född 14 november 1931, död 23 april 2006, var en brittisk skådespelerska.
Jayne skrev även filmmanus under pseudonymen Jay Fairbank.

## Rollista i urval
- 1961 – Oss muntra musikanter emellan
- 1962 – Panik hos polisen
- 1965 – Operation "Likvidering"
- 1978 – Mannen som inte kunde dö
- 1984 – Spionen som levde två gånger

## Manus (somJay Fairbank)
- 1973 – Satans utsända
- 1974 – Son of Dracula